# كلايد ر. كونر
كلايد ر. كونر (بالإنجليزية: Clyde R. Conner)‏ هو لاعب كرة قدم أمريكية أمريكي، ولد في 4 أغسطس 1884 في ماكون في الولايات المتحدة، وتوفي في 24 يناير 1919 في هاتيسبورغ في الولايات المتحدة.